# Dracocephalum butkovii
Dracocephalum butkovii là một loài thực vật có hoa trong họ Hoa môi. Loài này được Krassovsk. mô tả khoa học đầu tiên năm 1986.